# 本牧町
本牧町（もとまきまち）は長野県北佐久郡にあった町。現在の佐久市の北西端および立科町大字茂田井にあたる。

## 地理
- 河川：鹿曲川

## 歴史
- 1889年（明治22年）4月1日 - 町村制の施行により、北佐久郡望月町・茂田井村・印内村の区域をもって本牧村（もとまきむら）が成立。
- 1954年（昭和29年）4月1日 - 町制施行して本牧町となる。
- 1959年（昭和34年）8月1日 - 北佐久郡春日村・協和村・布施村と合併して望月町が発足。同日本牧町廃止。

合併後の1960年（昭和35年）4月15日、望月町のうち旧町域の一部（茂田井の一部）が立科町に編入されている。

## 交通

### 道路
- 国道142号